# Aire de protection environnementale Reentrâncias Maranhenses
L'aire de protection environnementale Reentrâncias Maranhenses (en portugais, APA das Reentrâncias Maranhenses) est une aire de protection environnementale brésilienne qui occupe une partie du territoire des municipalités d'Alcântara, d'Apicum-Açu, de Bacuri, de Bequimão, de Carutapera, de Cedral, de Central do Maranhão, de Cururupu, de Cândido Mendes, de Godofredo Viana, de Guimarães, de Luís Domingues, de Mirinzal, de Porto Rico do Maranhão, de Serrano do Maranhão et de Turiaçu, occupant la côte occidentale du Maranhão, du Golfão Maranhense à l'embouchure du fleuve Gurupi.
L'aire de protection environnementale Reentrâncias Maranhenses a été créée le 11 juin 1991 par le décret d'État no 11.901. Elle est désignée comme site de protection par la convention de Ramsar (Convention relative aux zones humides d'importance internationale particulièrement comme habitats des oiseaux d'eau) en 1993. La réserve extrativiste de Cururupu, une unité fédérale de conservation, est située dans cette zone.
D'une superficie de 26 809 km2, cette zone protège une plaine côtière avec ses îles, ses baies et criques et un estuaire complexe, avec ses canaux, ses igarapés et ses mangroves, qui abritent et nourrissent plusieurs espèces de mammifères, crustacés, mollusques et oiseaux migrateurs. Ses deux biomes majeurs sont l'Amazonie (38,3 %) et les côtes maritimes (61,7 %).
L'aire de protection environnementale Reentrâncias Maranhenses protège également une grande partie de l'écosystème marin où l'on trouve des espèces menacées telles que le Lamantin des Caraïbes (Trichechus manatus), le Mérou goliath (Epinephelus itajara), le Dauphin de Guyane (Sotalia guianensis), la Tortue imbriquée (Eretmochelys imbricata), le Poisson-scie tident (Pristis pectinata), le Requin bécune (Isogomphodon oxyrhynchus), le Requin-citron (Negaprion brevirostris), le Requin-nourrice atlantique (Ginglymostoma cirratum), la Sterne royale (Thalasseus maximus), la tortue Trachemys adiutrix et le Bécasseau maubèche (Calidris canutus). D'autres espèces moins menacées y sont également présentes comme l'Ibis rouge(Eudocimus ruber).
C'est un écosystème menacé, victime d'incendies, de déforestation pour la mangrove et de la pollution liés aux déchets industriels, hospitaliers et domestiques.

### Traduction
- (pt) Cet article est partiellement ou en totalité issu de l’article de Wikipédia en portugais intitulé « Área de Proteção Ambiental das Reentrâncias Maranhenses » (voir la liste des auteurs).